# بادريس أفسي
بادريس هو نادي كرة قدم أسترالي تم إنشاؤه في سنة 1875 الميلادية